# Paros (Wein)

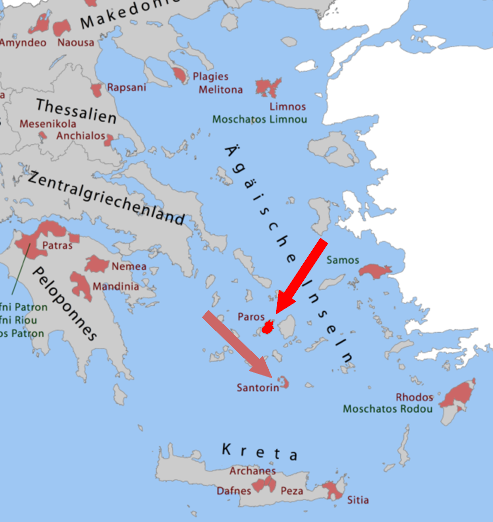
Lage der OPAP Santorin (rostrot) und Paros (leuchtend rot)

Paros (griechisch Πάρος), eine Insel der zentralen Kykladen, beherbergt einige bedeutende Weinbaugebiete, darunter eine Appellation der höchsten griechischen Qualitätsstufe OPAP (Onomasia proelefseos anoteras piotitos Ονομασία προελευσέως ανωτέρας ποιότητος) für trockene Weißweine und für trockene Rotweine. Daneben werden einige, zum Teil bemerkenswerte Rot- und Weißweine als TO's (Topikos Inos Τοπικός Οίνος‚ Landwein mit Herkunftsbezeichnung‘) gekeltert. Das Gebiet der OPAP umfasst nur die Hauptinsel Paros, Andiparos (griechisch Αντίπαρος), auf der ebenfalls Weinbau betrieben wird, zählt nicht dazu.

## Boden und Klima
Die Weinbaugebiete sind auf der gesamten Insel verstreut, die besten Lagen befinden sich jedoch im zentralen Teil der Insel in Höhen zwischen 250 und 400 Metern. Die Böden auf Paros sind wenig humös; Gneise, Granite und Marmorgestein überwiegen auf Paros, während auf Andiparos Böden vulkanischen Ursprungs dominieren. Für den Weinbau eignen sich vor allem die fallweise auftretenden Schiefer- und Tonmergelböden. Das Klima ist weniger extrem als auf Santorin, vor allem sind Starkwinde weniger häufig als dort, doch ist vor allem sommerlicher Wassermangel auch hier ein großes Problem. Die Reben werden meist kriechend erzogen, sodass alte Stöcke eine Fläche von an die sechs Quadratmeter bedecken können. Dieses Erziehungssystem wird auf Paros aplotaries (griechisch απλωταριές, Sing. απλωταριά) genannt. Paros wurde von der Reblauskatastrophe des späten 19. Jahrhunderts nicht erreicht, sodass noch viele Weingärten mit wurzelechten Weinstöcken bestockt sind.

## Rebsorten
Die Hauptreben auf Paros sind die weiße Monemvasia und die rote Mandilaria. Daneben sind kleine Rieden noch mit ursprünglichen kykladischen Reben, wie der roten Karabraimis bestockt, die aber meist nur Haus- oder Schoppenweine liefern. Bedeutungsvoll, wenn auch nur in geringem Maße angepflanzt, ist die rote Rebe Aidani Mavro. Savatiano, die nach dem Zweiten Weltkrieg kurz groß in Mode kam und die bedeutend ertragsärmere und in der Vinifizierung aufwändigere Monemvasia zu verdrängen begann, darf heute nicht mehr nachbestockt werden. Kleine Parzellen mit Assyrtiko bestehen ebenfalls; dieser Qualitätsrebe kommt aber auf Paros nicht die hervorragende Bedeutung zu, die sie auf Santorin genießt. In zunehmendem Maße werden auch internationale Reben wie Sauvignon Blanc, Cabernet Sauvignon, Merlot und Syrah gepflanzt. Zusätzlich könnte auch die weiße Malagousia ihr beträchtliches Potential auf Paros entwickeln können.
Die Ertragsmaxima wurden für die beiden OPAP-Sorten mit 70 Hektoliter/Hektar festgesetzt. Für die Spitzenprodukte werden diese Hektarerträge jedoch bei weitem nicht erreicht.

## Weine

### OPAP-Weine
Die rote Banderole der OPAP dürfen trockene Rot- und Weißweine tragen. Die Weißweine werden sortenrein aus Monemvasia gekeltert. Sie sind goldgelbe, meist recht alkoholstarke und nicht besonders säurereiche Weine mit einem unverwechselbaren Fruchtaroma. Die OPAP-Rotweine von Paros sind insofern einzigartig, als sie meist zu zwei Dritteln (seit 1989 auch nur zur Hälfte) aus der Weißweinsorte Monemvasia bestehen. Den Rest bildet die Rotweinrebe Mandilaria. Üblicherweise wird frischgepresster Manidilariamost bereits gärendem Momenvasiamost beigefügt. Trotz des hohen Weißweinanteils ist die Färbekraft der Mandilaria sehr groß, sodass ein farbintensiver, oft auch sehr dunkler Rotwein, eigentlich aber ein Rotling entsteht. Problematisch ist die unterschiedliche Reifezeit der beiden Rebsorten: So werden die Monemvasiatrauben überreif geerntet, während die Mandilariatrauben zur Lese ihren Reifehöhepunkt noch nicht erreicht haben. Die Weine werden unterschiedlich in Stahltanks oder in Eichenfässern ausgebaut und auch entsprechend unterschiedlich vermarktet. Unter den OPAP-Rotweinen gilt die Paros Réserve als die beste Qualität, unter den Weißweinen der OPAP sind es solche, bei denen das entrappte und gequetschte Lesegut für einige Stunden bei sehr kühlen Temperaturen vorfermentiert, bevor es schonend gepresst und in Fässern aus neuer französischer Eiche ausgebaut wird. Generell muss aber gesagt werden, dass vor allem die Rotweine der OPAP Paros nicht unbedingt zu den allerbesten Roten zählen, die die Insel heute zu bieten hat.

### Weine außerhalb der OPAP
Außer den oben erwähnten OPAP-Weinen wird eine Reihe weiterer Weine als TO's sowie als EO's (Epitrapezios Inos Επιτραπέζιος οίνος ‚Tafelwein‘) vermarktet. Vor allem einige Rot- sowie Weißweine die unter der TO Ägäische Inseln (Τοπικός Αιγαιοπελαγίτικος) etikettiert werden, verdienen Beachtung. Unter den Rotweinen sticht vor allem ein Cuvée aus 80 Prozent Cabernet und 20 Prozent Aidani Mavro hervor, unter den Weißweinen ein Verschnitt aus Monemvasia und Assyrtiko. Daneben kommen noch einige Rosèweine vor allem aus Madilaria und Assyrtiko in den überregionalen, zum Teil auch internationalen Handel, sowie ein roter Imiglykos (Ημίγλυκος).
Eine ähnlich bedeutende Tradition für Süßweine wie etwa auf Samos oder Santorin bestand auf Paros nie. Dennoch wurden und werden Süßweine in unterschiedlichen Verfahren lokal hergestellt. International vermarktet wird zurzeit nur ein Liastos genannter Vin naturellement doux aus sonnengetrockneten Monemvasiatrauben.